# Caio Cláudio Marcelo (cônsul em 50 a.C.)
Caio Cláudio Marcelo (88–40 a.C.; em latim: Gaius Claudius Marcellus) foi um político da família dos Marcelos da gente Cláudia da República Romana eleito cônsul em 50 a.C. com Lúcio Emílio Lépido Paulo. É um descendente direto do grande general Marco Cláudio Marcelo, um dos heróis da Segunda Guerra Púnica. É chamado de o Menor para evitar confusões com seu primo de mesmo nome que foi cônsul no ano seguinte.

## Família

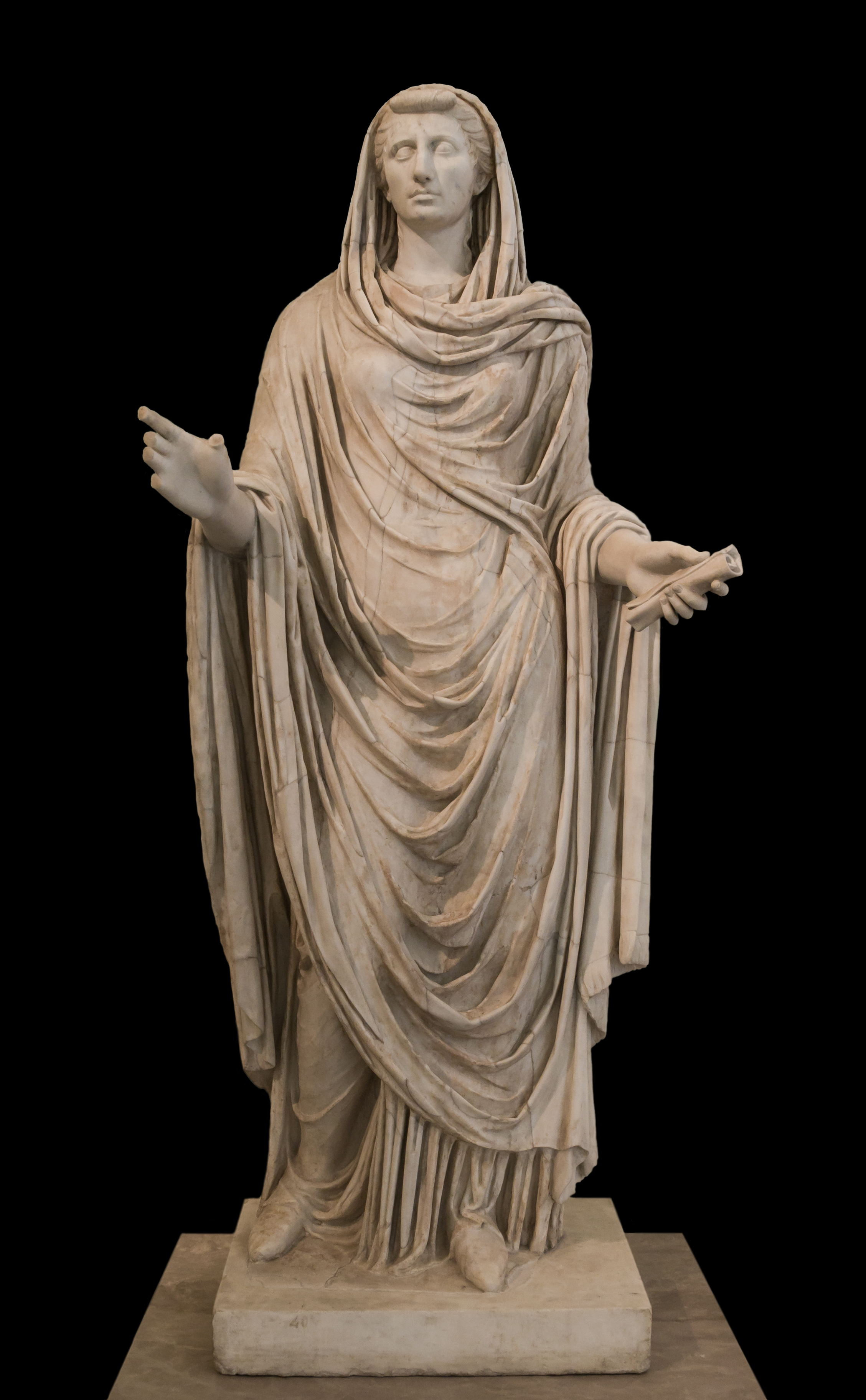
Marcelo era casado com Otávia, a irmã de Otaviano, o futuro imperador Augusto, e sobrinha-neta de Júlio César. Por causa disto, foi perdoado depois da guerra civil e se manteve em elevadas posições até sua morte.
Estátua é parte da Coleção Farnese do Museu Arqueológico Nacional de Nápoles, na Itália.

Era primo de Marco Cláudio Marcelo, cônsul de 51 a.C., e do irmão dele, Caio Cláudio Marcelo, cônsul em 49 a.C.. Os três eram netos de Marco Cláudio Marcelo, cônsul por três vezes, em 166, 155 e 152 a.C.. Ele, por sua vez, teve dois filhos, Marco e Caio. Marco foi o pai dos cônsules de 51 a.C. e 49 a.C., e Caio, o pai do cônsul de 50 a.C..
Ele se casou com Otávia, irmã de Augusto e teve um filho e duas filhas. Seu filho, Marcelo, era muito querido pelo povo romano e casou-se com sua prima, Júlia, a filha de Augusto, porém morreu logo depois, sem ter filhos. Das duas filhas de Caio Marcelo e Otávia, ambas chamadas Cláudia Marcela, a mais velha se casou com Marco Vipsânio Agripa e, depois, com Lúcio Antônio, filho de Marco Antônio. Não se sabe o que aconteceu com a mais nova.
Segundo Louis Moréri, Marco Cláudio Marcelo, cônsul em 22 a.C., era seu filho.

## Carreira
Em 54 a.C., o tio avô de Otávia, Júlio César afirmou que queria que ela se divorciasse para ele pudesse casá-la com seu rival e genro Pompeu, que acabara de perder sua esposa, Júlia, filha de César e tia de Otávia, mas Pompeu rejeitou a oferta. Em 51 a.C., Marcelo foi um grande amigo de Cícero e foi graças à influência de Pompeu e de seu primo, Marco Cláudio Marcelo, cônsul daquele, é que conseguiu ser eleito cônsul para o ano seguinte com Lúcio Emílio Lépido Paulo.
Marcelo, mesmo sendo marido de Otávia, foi um firme adversário de César. No crucial ano de seu consulado, tentou convocá-lo de volta da Gália depois de dez anos de governo na região, sem seu exército, para tentar salvar a República Romana, mas suas medidas foram vetadas por Emílio Paulo e pelo tribuno da plebe Caio Escribônio Curião, que, apesar de também serem originalmente inimigos de César, acabaram sendo atraídos para a sua causa. Comenta-se que César tentou atrair Marcelo também, mas ele rechaçou todas as tentativas de suborno oferecidos. Sem conseguir seu objetivo, Marcelo se opôs ao pedido de César de apresentar-se como candidato para seu segundo consulado in absentia.
Quando o prazo para reapresentar sua proposta, Pompeu ficou doente e, quando se recuperou, já estava na época das assembleias para os cargos do ano seguinte, adiando sua proposta. O cônsul, mesmo assim, conseguiu que o Senado decretasse a remoção de duas das legiões de César com a desculpa de que elas seriam necessárias para a guerra contra o Império Parta. Quanto as tropas chegaram à Itália, foram aquarteladas em Cápua, sem novas ordens. Chegou em Roma uma notícia de que César já avançava em direção a Roma com quatro legiões e Marcelo propôs ao Senado que Pompeu fosse imediatamente declarado o comandante das forças romanas na Itália, mas o boato não se confirmou e o Senado rejeitou a proposta. Marcelo então investiu Pompeu sob sua própria autoridade e a dos dois cônsules-eleitos, Caio Cláudio Marcelo e Lúcio Cornélio Lêntulo Crus.
Quando César finalmente invadiu a Itália, em 49 a.C., Caio Marcelo, diferentemente de seus primos, Caio Cláudio Marcelo e Marco Cláudio Marcelo, e, assim como Cícero, era contra a fuga da Itália e, quando o orador e a maioria do Senado seguiu Pompeu até Epiro, ele decidiu ficar. Por isto e por sua relação com César, foi perdoado.
Em 47 a.C., sentiu-se confiante o suficiente para interceder perante César em favor de seu primo, Caio Cláudio Marcelo, que vivia no exílio. Nos anos seguintes, desfrutou de uma posição elevada, especialmente por causa de seu casamento com Otávia.
Morreu em maio de 40 a.C.. Otávia, ainda grávida dele, foi casada com Marco Antônio, com quem teve Antónia, a Jovem.